# 南水北调中线穿黄隧道
南水北调中线穿黄隧道，是南水北调工程中线输水干渠从黄河下方由南向北穿越黄河的隧道，是南水北调中线工程的一部分。

## 简介
穿黄工程位于河南省郑州市黄河上游约30km处，线路总长19.30km，主体工程由南、北岸渠道、南岸退水洞、进口建筑物、穿黄隧洞、出口建筑物、北岸防护堤、北岸新、老蟒河交叉工程，以及孤柏嘴控导工程等组成。其中最引人瞩目的也是难度最大的穿黄隧洞，单洞长4250m，包括过河隧洞和邙山隧洞，其中过河隧洞段长3450m，邙山隧洞段长800m，隧洞采用双层衬砌，外衬为预制钢筋混凝土管片，内径7.9m，内衬为现浇预应力钢筋混凝土，成洞内径为7.0m。隧洞为双洞平行布置，中心线间距为28m，各采用1台泥水平衡盾构机自黄河北岸竖井始发向南岸掘进施工。穿黄隧洞最大埋深35m，最小埋深23m；断面最大水压为4.5Mpa。过河隧洞坡度由北向南由2‰变为1‰，邙山隧洞由北向南设计坡度为49.107‰。
一期工程设计流量为265立方米每秒，加大流量为320立方米每秒。